# Arnborg (plaats)
Arnborg is een plaats in de Deense regio Midden-Jutland, gemeente Herning, en telt 660 inwoners (2008).